# 情報処理推進機構
独立行政法人情報処理推進機構（じょうほうしょりすいしんきこう、英: Information-technology Promotion Agency, Japan、略称: IPA）は、日本のIT国家戦略を技術面・人材面から支えるために設立された独立行政法人（中期目標管理法人）。所管官庁は経済産業省。
日本のソフトウェア分野における競争力の総合的な強化を図る。情報処理の促進に関する法律の一部を改正する法律（平成14年法律第144号）により、2004年（平成16年）1月5日に設立され、同法附則第2条第1項の規定により解散した、特別認可法人である情報処理振興事業協会（IPA）の業務等を承継した。

## 概要
IPAでは、特別認可法人 情報処理振興事業協会の時代からコンピュータウイルスやセキュリティに関係する調査・情報提供を行ってきた。また、中小コンピュータソフトベンダーの債務保証事業などのソフトウェア開発補助事業を行っている。天才的プログラマの発掘のための未踏ソフトウェア創造事業、特に若年の開発者を対象とした未踏ユース制度などの人材育成事業も行っている。
なお、情報処理の促進に関する法律の規定により、情報処理安全確保支援士制度の登録事務（取消事務、命令事務を除く）と講習事務、情報処理安全確保支援士試験・情報処理技術者試験の試験事務を行っているデジタル人材センター国家資格・試験部（旧：情報処理技術者試験センター）は、1984年から2003年までは財団法人日本情報処理開発協会で情報処理技術者試験の試験事務を行ってきて2004年にIPAの一組織になっている。

### 機構改革
2010年（平成22年）4月19日に経済産業省が明らかにした「経済産業省所管独立行政法人の改革について」の中で、IPAについても大幅な機構改革が行われることが明らかにされた。
具体的には「ソフトウェア開発事業部の廃止」「情報処理技術者試験業務の原則民間移管」の2点が大きな柱となり、それに伴い地方支部は2011年までに全廃された。
またソフトウェア開発事業部は従来未踏ソフトウェア創造事業・中小企業ベンチャー支援事業等を所管してきた部署であることから、大幅な事業内容の変更があった。

## 主なソフトウェア開発支援実績
- IPv6に関する基本技術開発
- ITRON関連技術開発
- 遠隔医療技術開発
- 3次元CAD
- IPAフォント

### 未踏ソフトウェア創造事業
2000年から開始されたIT産業の振興を目的とした、一般の開発者をIPAが支援するソフトウェア開発事業である。
30歳以上対象の未踏本体と30歳未満対象の未踏ユースに分かれていたが、2012年から一本化され、対象年齢が25歳未満に引き下げられた。
IPAにより認定されたPM（プロジェクトマネージャー）が参加するプロジェクトを公募し、これにより採択されたプロジェクトを一定期間IPAが支援する。PMは予算配分権限を持ち、これを各プロジェクトに割り当てる。参加するプロジェクトは、管理会社に属し、IPA、管理会社、およびプロジェクトの三者間で契約を結ぶ。プロジェクト終了後、PMにより、「スーパークリエータ」として表彰されることもある。
未踏で開発されたソフトウェアとしては、日本語変換ソフトウェア「uim」「anthy」やウェブブラウザ「Lunascape」などがある。また未踏で開発された技術を元に、ブログウォッチャー等の企業が設立されている。未踏出身者は様々な領域で活躍しており、Winnyの開発者である金子勇は、2001年度の未踏ソフトウェア創造事業でスーパークリエータに選出された開発者のプロジェクトに参加している。自由度が高く、話題性もあるため、若くて野心的な開発者の間では、ひとつの目標となっている。
また、未踏事業のOB/OGらが中心となって設立した未踏社団が実施する17歳以下を対象とする「未踏ジュニア」と未踏エコシステムとして協定を結んでいる。

### 未踏ユース
未踏ソフトウェア創造事業をモデルに、30歳未満の開発者を対象とした「未踏ユース」も2002年から実施されていた。未踏ユースの公募は2005年までは年一回だったが、2006年より年二回となった。
2012年より未踏本体と統合され、未踏ユースの制度は廃止された。
元々は未踏ソフトウェア創造事業におけるスーパークリエータの「原石」を発掘することを目的としてスタートしたプロジェクトだが、代表的な開発成果として登大遊のSoftEtherやクジラ飛行机のなでしこなどが生み出された。

### オープンソースソフトウェア活用基盤整備
オープンソースソフトウェア活用基盤整備事業を参照。

## iPedia
2006年5月のOSS iPediaの公開を皮切りに、iPediaという名称をもつ一連の情報データベースをウェブ上で公開している。
- OSS iPedia[4] - OSS（オープンソースソフトウェア）関連情報データベース
- JVN iPedia - 脆弱性対策情報データベース
- 未踏iPedia[5] - 未踏ソフトウェア創造事業の情報データベース
- IT人材育成iPedia - 高度IT人材育成情報データベース
- セキュリティ情報RSSポータル[6] - セキュリティ関連情報サイトのRSSを収集・分類（Security iPediaの一機能）

## ソフトウェア・プロダクト・オブ・ザ・イヤー (SPOTY)
1989年から2004年度にかけ一般財団法人ソフトウェア情報センターにより実施されていたが、2005年度からは本機構が継承した。実施ソフトウェア・プロダクトの開発者などに与えられた表彰制度。「より一層の開発意欲を高め、多くの良質なソフトウェア・プロダクトの供給を促進し、市場の拡大及び充実を図ること」を目的（HPより）とし、毎年開催されていたが、上記機構改革により2010年度を持って終了となった。

## セキュリティセンター
IPA内に設置されているセキュリティセンター (IPA/ISEC) では、経済産業省の告示に基づき、コンピュータウイルス・不正アクセス・脆弱性について、発見および被害の届出を受け付けている。被害状況の把握だけでなく、啓発情報の発信、暗号技術の調査と評価、システムの情報セキュリティ評価・認証、情報セキュリティを高めるための技術開発・調査研究なども行っている。
2017年からは、情報処理技術者試験から分離する形で新設される情報処理安全確保支援士に関する一連の業務を所管する。

## ITセキュリティ評価及び認証制度 (JISEC)
現在IPAにおいて、日本の「ITセキュリティ評価及び認証制度 (JISEC)」の認証機関を運営している。
「ITセキュリティ評価及び認証制度 (JISEC: Japan Information Technology Security Evaluation and Certification Scheme)」とは、IT関連製品のセキュリティ機能の適切性・確実性を、セキュリティ評価基準の国際標準であるISO/IEC 15408に基づいて第三者（評価機関）が評価し、その評価結果を認証機関が認証する制度である。詳しくは「コモンクライテリア」参照。

## IPAフォント
IPAが一般公開している日本語のアウトラインフォント。もともとは2003年（平成15年）、IPAが支援したオープンソースソフトウェア活用基盤整備事業によって開発されたソフトウェアを使用するために配布されていた。詳しくは「IPAフォント」参照。

## 不祥事
2009年（平成21年）職員が私物パソコンにおいてファイル交換ソフトを使用し、アダルトゲームなどの市販ソフトウェアや児童ポルノをダウンロードしていた折、暴露型と呼ばれるコンピュータウイルスに感染し、公私にわたる情報が流出した。結果職員は停職3ヶ月の処分が下された。
なお、同職員が行っていたファイル交換ソフトの利用に関して、「経済産業省や弁護士にも含めて検討した結果ソフトウェアや児童ポルノのダウンロードは確認されたが使用した事実は確認できない」とした。また、同職員はデータのダウンロードが完了する度にキャッシュを削除していたとして、IPAの担当者は「同職員は、WinnyやShareを使った場合、自動送信可能になることをわかっており、自らが発信者にならないよう最大限の努力をしたと見られる」と説明した。

## 組織・人事
- 理事長
  - 齊藤裕（1979年日立製作所入社、ファナック株式会社 副社長執行役員 IoT担当兼Intelligent Edge System合同会社 社長）
- 理事
  - 戸髙秀史（1991年通商産業省入省、元特許庁総務部総務課長）
  - 奥村明俊（1986年日本電気株式会社入社、元日本電気株式会社中央研究所情報・メディアプロセッシング研究所エグゼクティブエキスパート）
- 監事
  - 竹田進亮（1977年株式会社富士銀行入行、元みずほ情報総研株式会社専務取締役）
  - 宮地充子（1990年松下電器産業株式会社入社、大阪大学大学院工学研究科教授）